# Campiglossa paula
Campiglossa paula este o specie de muște din genul Campiglossa, familia Tephritidae. A fost descrisă pentru prima dată de Erich Martin Hering în anul 1941. Conform Catalogue of Life specia Campiglossa paula nu are subspecii cunoscute.